# Freak (film)
Pour les articles homonymes, voir Freak.
Pour plus de détails, voir Fiche technique et Distribution.
Freak est un film américain réalisé par Spike Lee, sorti en 1998. Ce film est la captation du one-man-show autobiographique de John Leguizamo qu'il a donné à Broadway.

## Fiche technique
- Titre original : Freak
- Réalisation : Spike Lee
- Scénario : David Bar Katz et John Leguizamo
- Pays d'origine : États-Unis
- Format : Couleurs - 35 mm - 1,33:1
- Genre : documentaire, captation d'un one-man-show
- Durée : 89 minutes
- Date de sortie : 1998

## Distribution
- John Leguizamo : lui-même